# Гори Рувензорі (національний парк)
Національний парк «Гори Руензорі» (англ. Rwenzori Mountains National Park) — національний парк Уганди та об'єкт Всесвітньої спадщини ЮНЕСКО, розташований у горах Рувензорі. Площа парку становить 998 км² і він має третю за висотою гірську вершину Африки гору Стенлі та багато водоспадів, озер і льодовиків. Парк відомий своєю красивою рослинністю.

## Історія
Національний парк «Гори Руензорі» був заснований у 1991 році. У 1994 році його внесли до списку Всесвітньої спадщини ЮНЕСКО через його виняткову природну красу. Повстанські ополченці окупували гори Рувензорі з 1997 по червень 2001 року. З 1999 по 2004 рік парк був внесений до Списку всесвітньої спадщини ЮНЕСКО, що перебуває під загрозою, через відсутність безпеки та брак ресурсів у парку.

## Географія

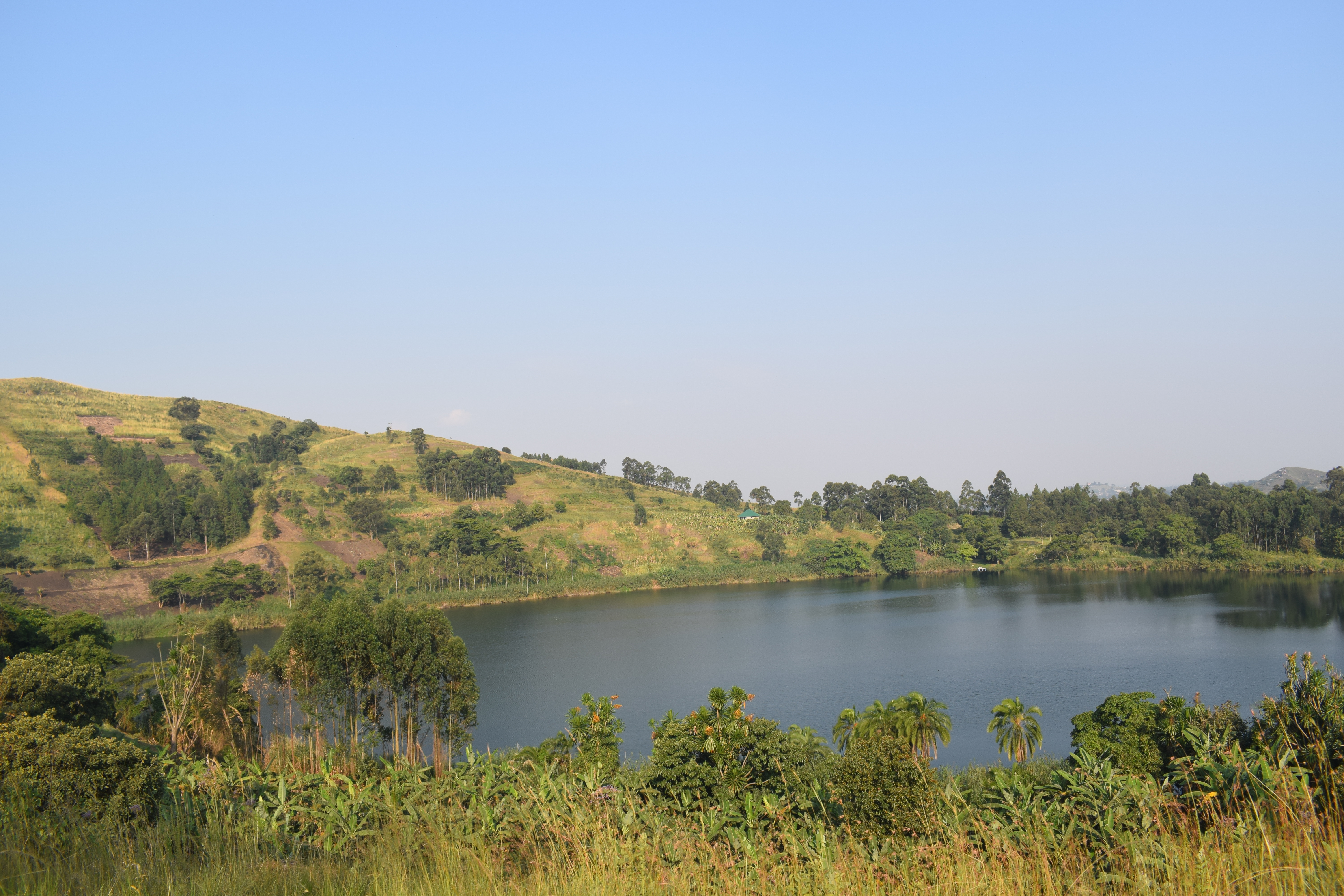
Кратерне озеро

Національний парк «Гори Рувензорі» розташований на південному заході Уганди на східній стороні західної (Альбертинської) африканської рифтової долини. Він пролягає вздовж кордону Уганди з Демократичною Республікою Конго (ДРК) і межує, протягом 50 кілометрів, з національним парком Вірунга в ДРК, також об'єктом Всесвітньої спадщини ЮНЕСКО. Парк розташований у округах Бундібугіо, Кабароле та Касесе Західної області, за 25 кілометрів від невеличкого міста Касесе. Він займає 998 км² площі, 70 відсотків рельєфу якої перевищує висоту 2500 метрів. Довжина парку близько 120 кілометрів, а максимальна ширина близько 48 кілометрів.
Парк включає більшу частину центру та східну половину гір Рувензорі, гірського масиву, що піднімається над сухими рівнинами, розташованими на північ від екватора. Ці гори вищі за Альпи і вкриті льодовиками. У парку розташована гора Стенлі. Пік Маргарита, одна з вершин-близнюків цієї гори, є третьою за висотою вершиною Африки з висотою 5109 метрів над рівнем моря. Четверта і п'ята за висотою «незалежні вершини» Африки (Спік, 4890 м та Бейкер, 4844 м) також знаходяться в парку. У парку є льодовики, снігові поля, водоспади та озера, і він є одним із найкрасивіших гірських районів Африки.

## Охорона природи і туризм

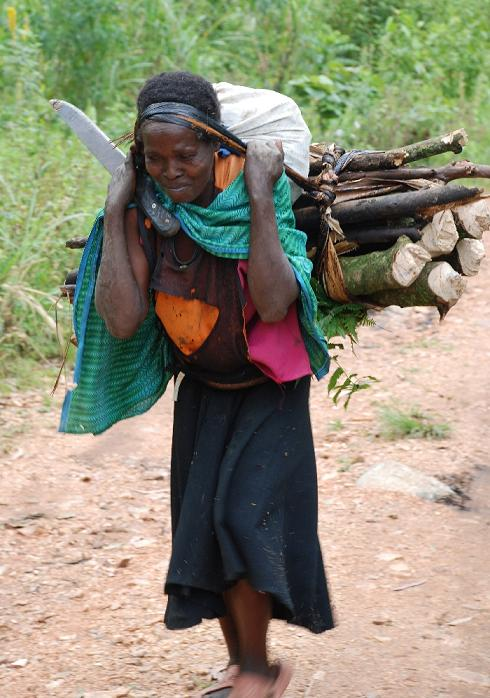
Горянка Рувензорі

Парк належить уряду Уганди і управляється через Департамент національних парків Уганди, який входить до структури Управління охорони дикої природи Уганди. Він охороняється, хоча видобуток ресурсів може бути санкціонований опікунською радою. Місто Касесе, яке розташоване за 437 км на захід від столиці Уганди Кампали, є воротами до парку. У місті є готелі та туристичні будиночки, а в парку є кемпінг, хороша мережа стежок і хатини для туристів. У парку є маршрути для походів і скелелазіння, деякі з яких мають незвичайні пейзажі. Найпопулярнішим маршрутом є семиденний маршрут навкруг парку.

## Біорізноманіття
У парку є багато видів, які є ендемічними для Альбертинської рифтової системи, і є кілька видів, що знаходяться під загрозою зникнення. Він має високу різноманітність рослин і дерев. Парк відомий своєю ботанікою, яка була описана як одна з найкрасивіших у світі. У парку є п'ять окремих рослинних зон, які змінюються відповідно до зміни висоти. У парку налічується 89 видів птахів, 15 видів метеликів і чотири види приматів (Primates). Тваринний світ парку змінюється залежно від висоти, і його види включають африканського лісового слона (Loxodonta cyclotis), звичайного шимпанзе (Pan troglodytes), дамана (Hyracoidea), чорно-білого колобуса (Simia polycomos), мавп Л'Хоста (Allochrocebus lhoesti), рувензорійського дуїкера (Cephalophus nigrifrons rubidus) та гребінчастого турако (Ruwenzorornis johnstoni).

### Пейзаж

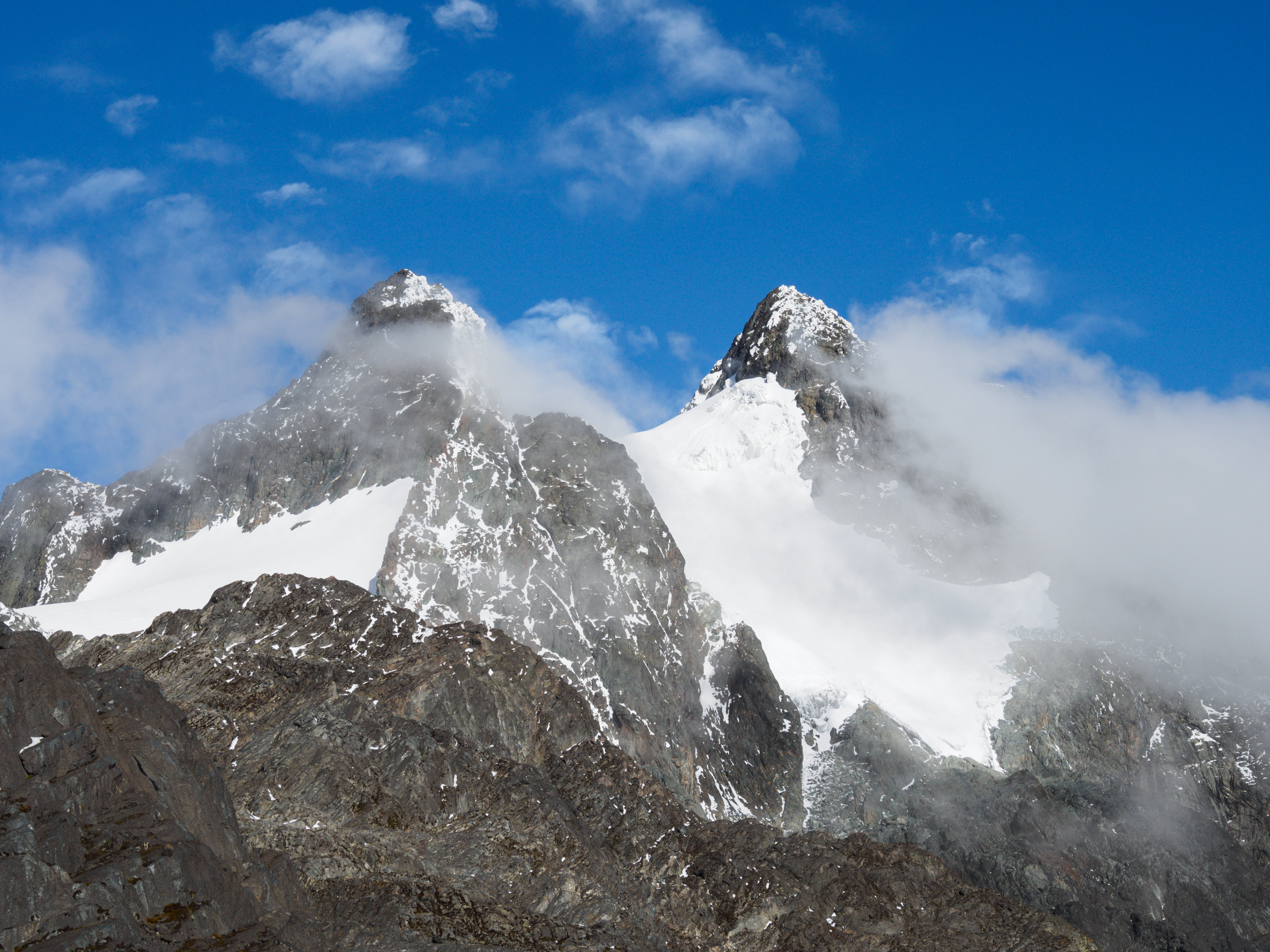
Піки гори Стенлі
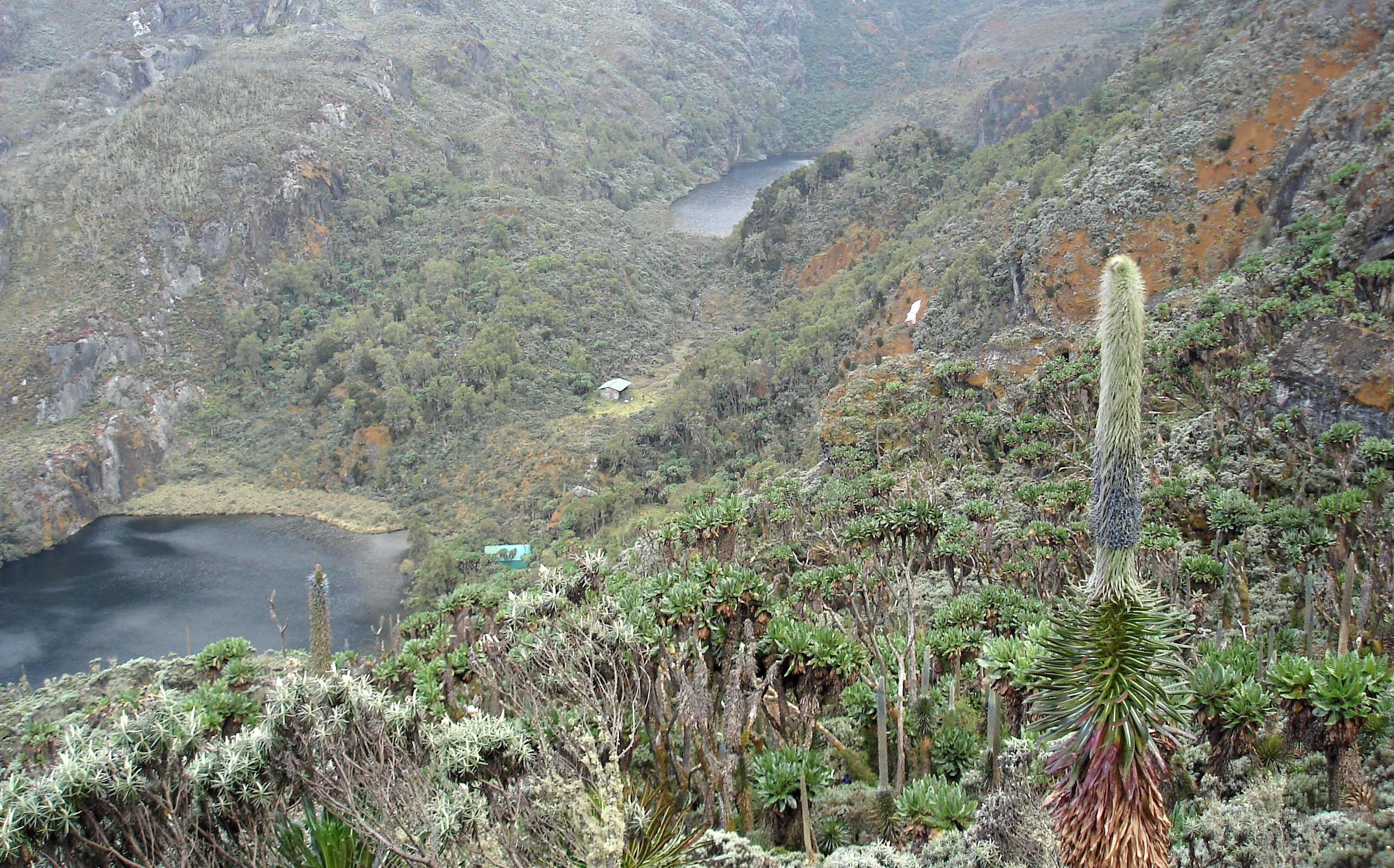
Озеро Кітандра
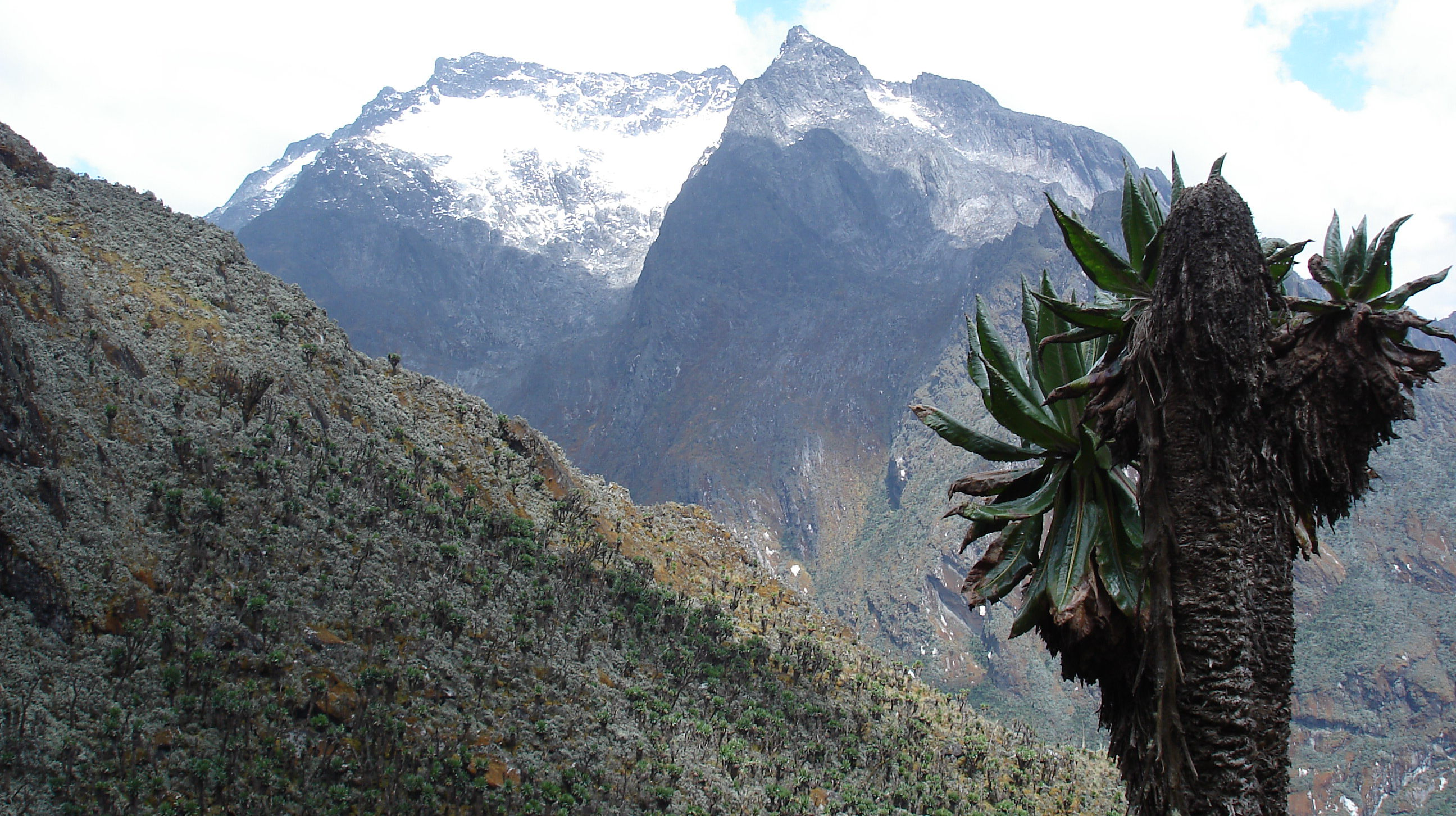
Гора Спік
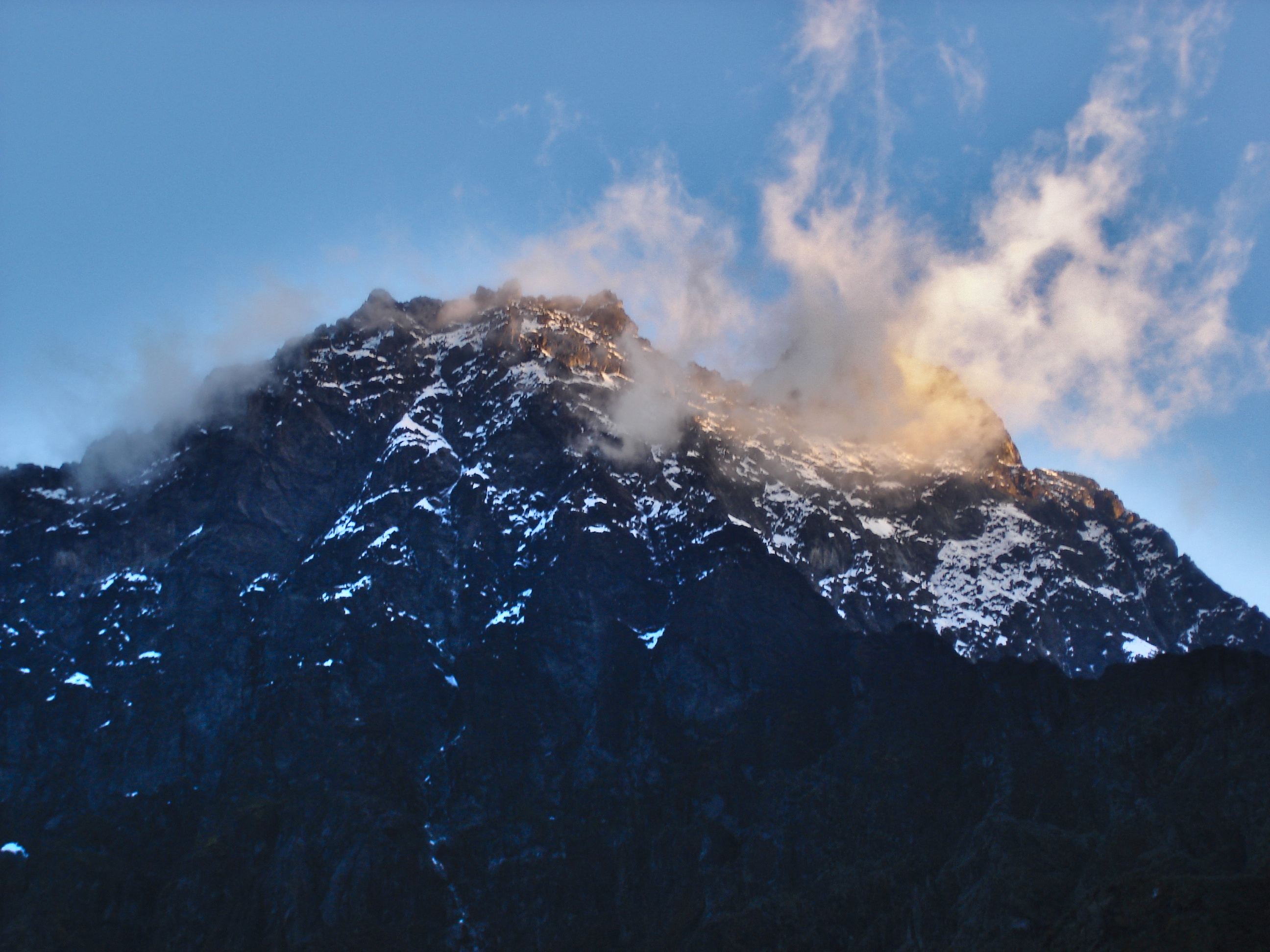
Гора Бейкер
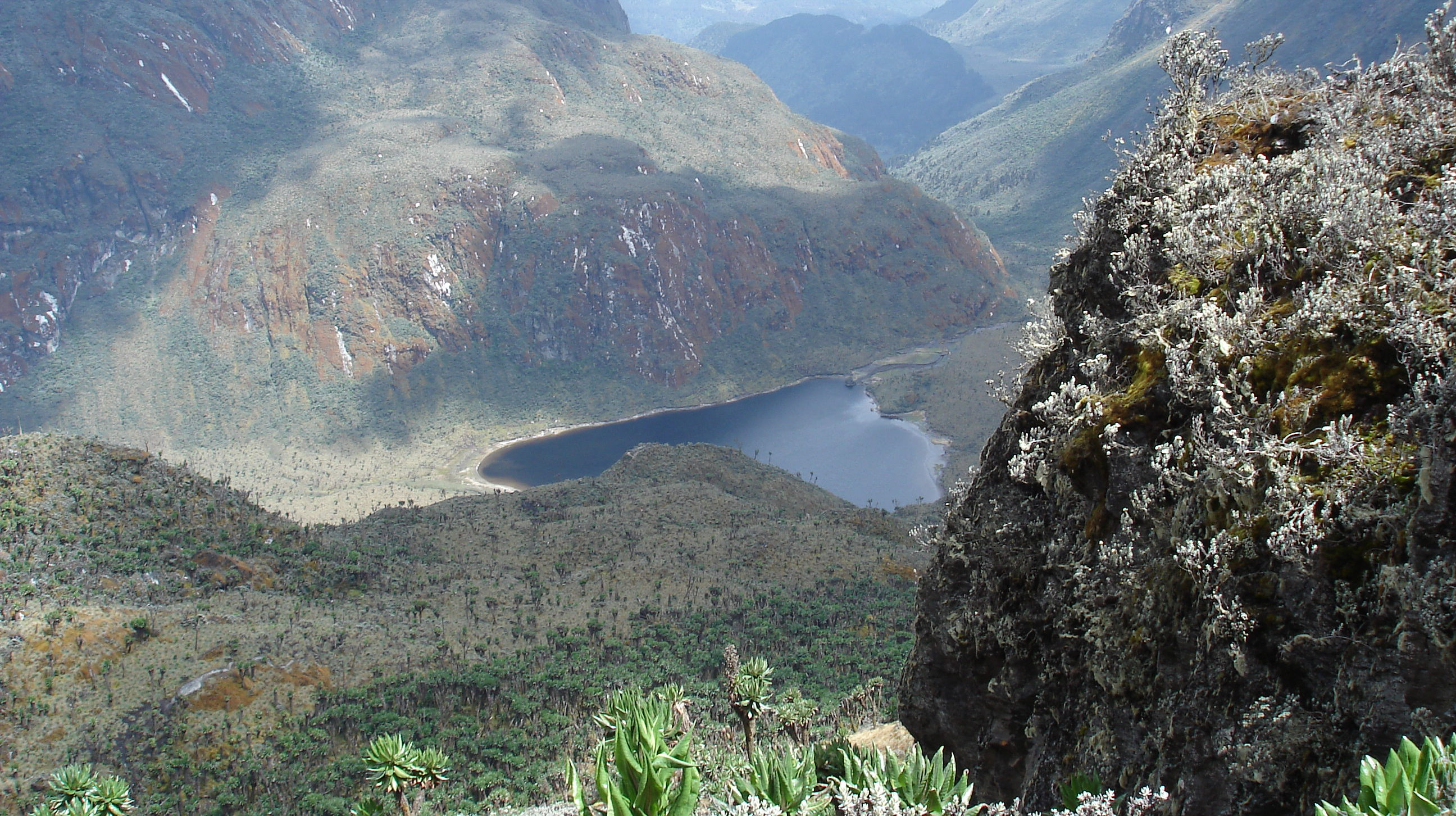
Кратерне оз. Буджуку
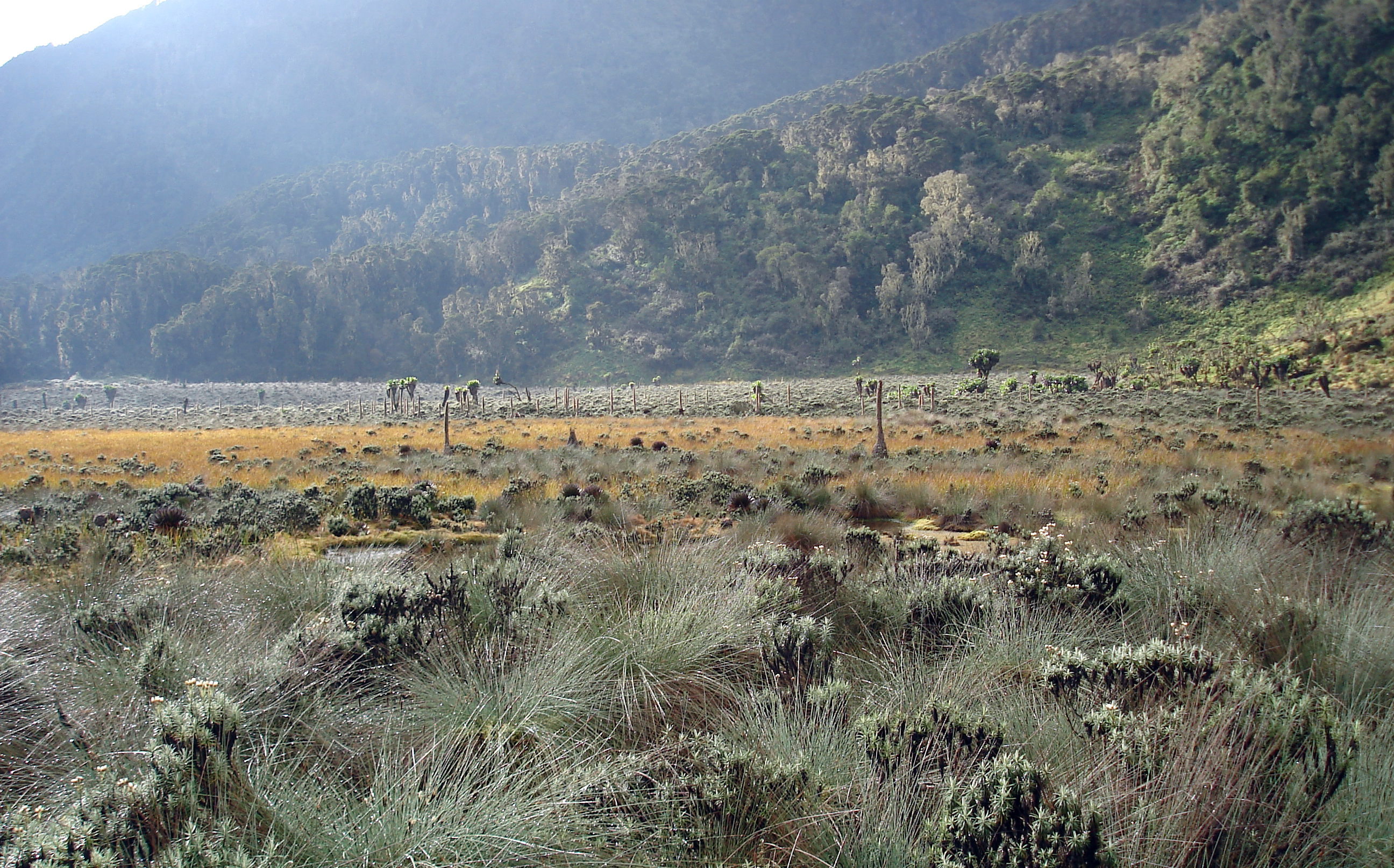
Нижнє болото Біго

### Тваринний світ

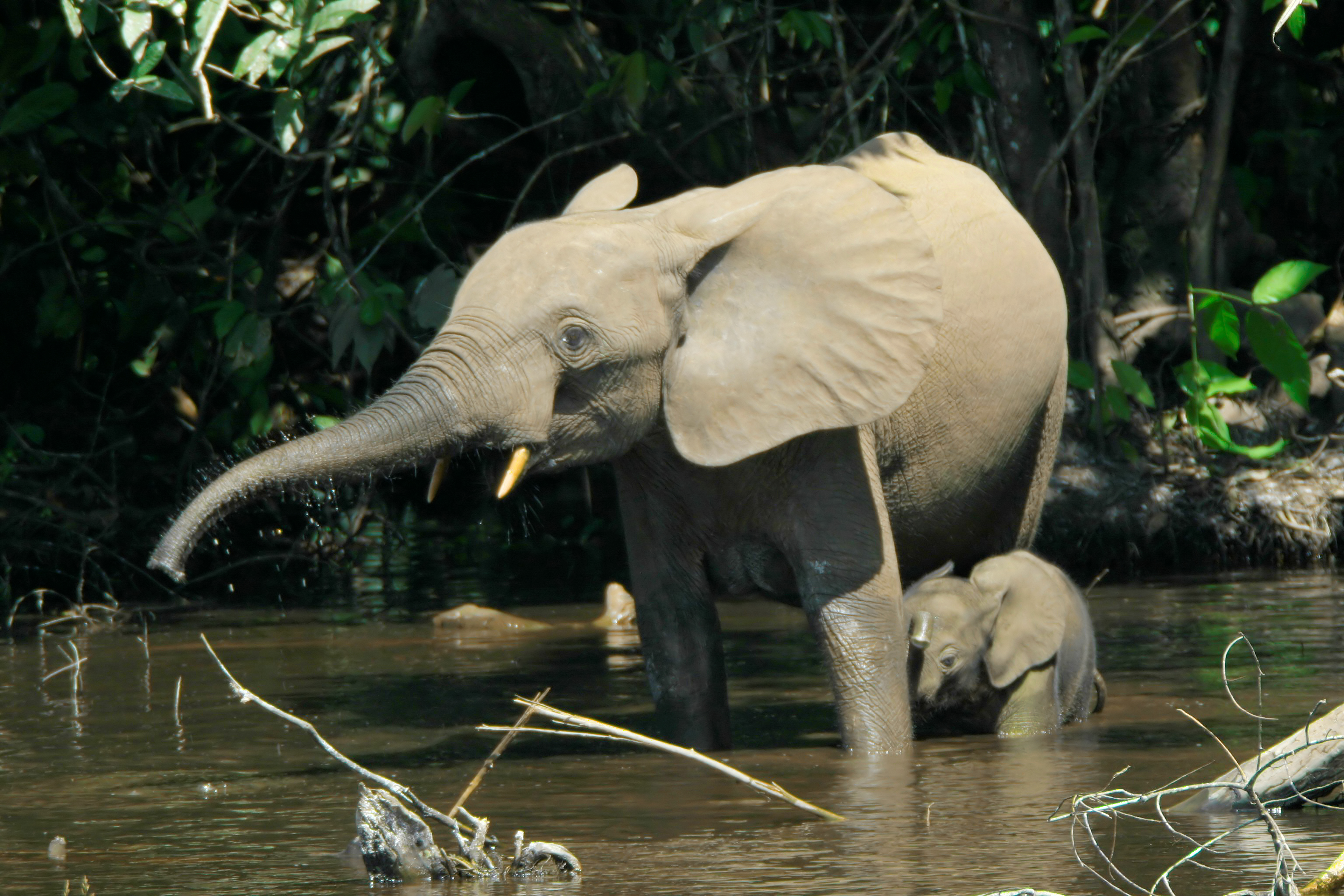
Лісовий слон (Loxodonta cyclotis)
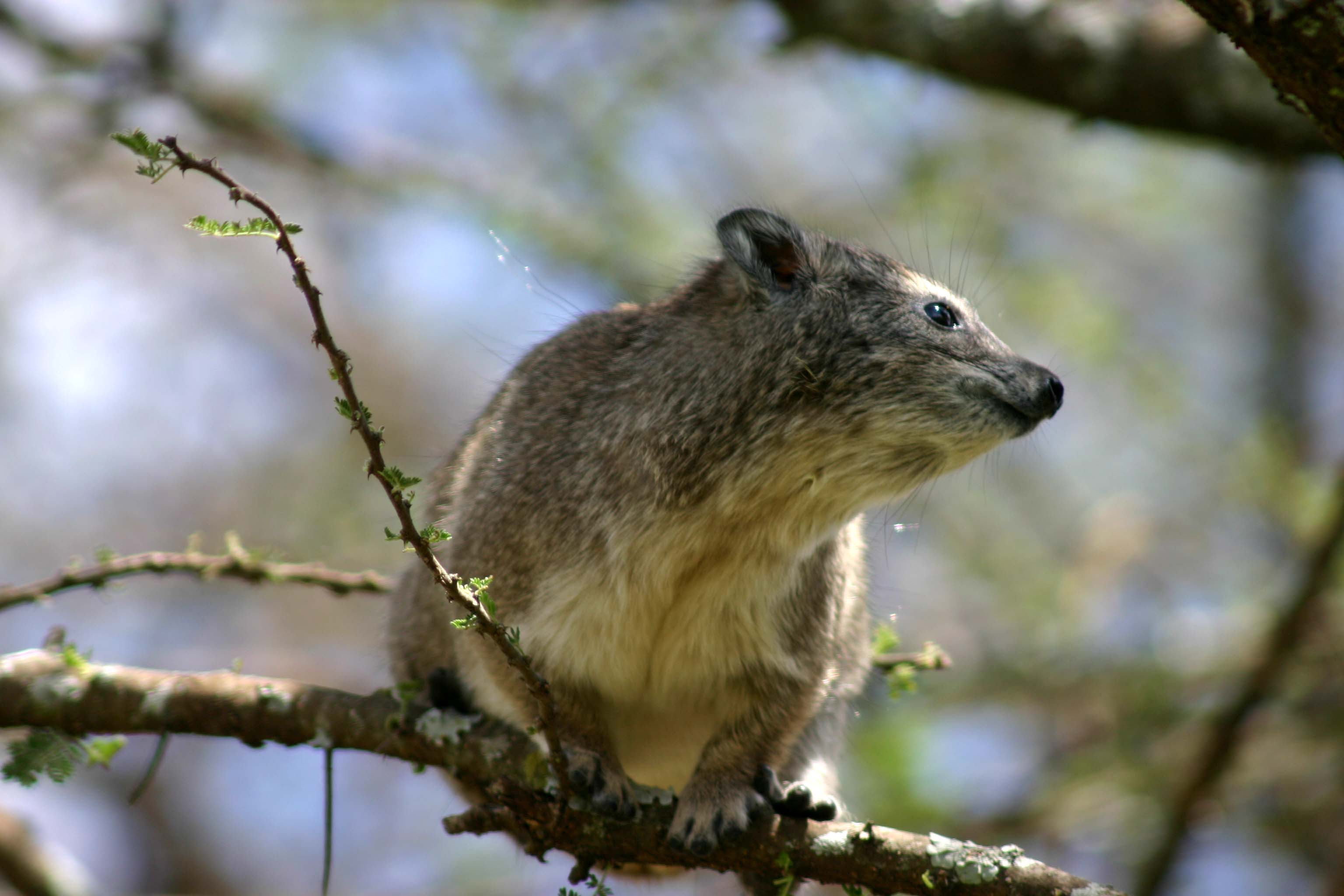
Деревний даман (Dendrohyrax arboreus)
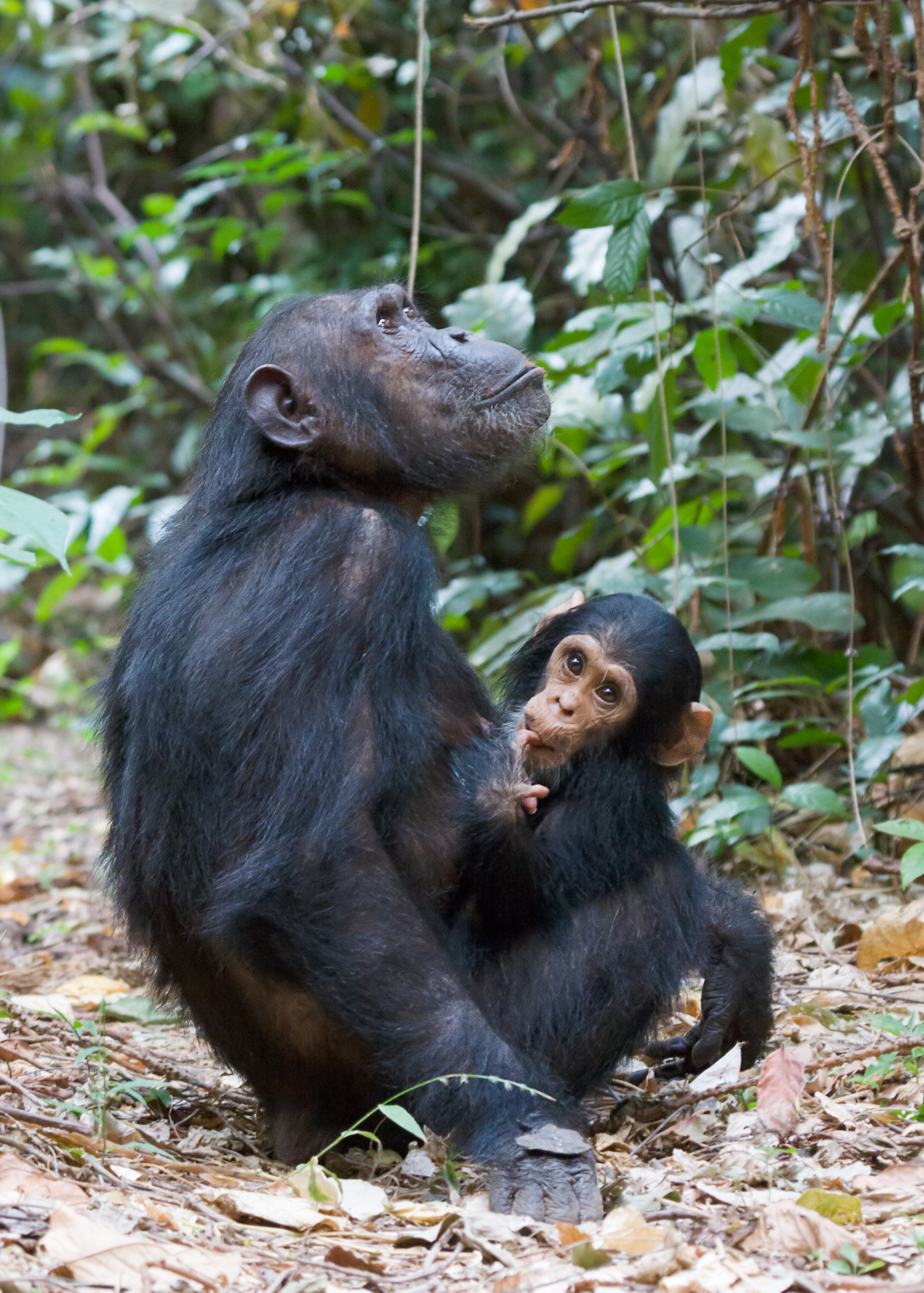
Східний шимпанзе (Pan troglodytes schweinfurthii)
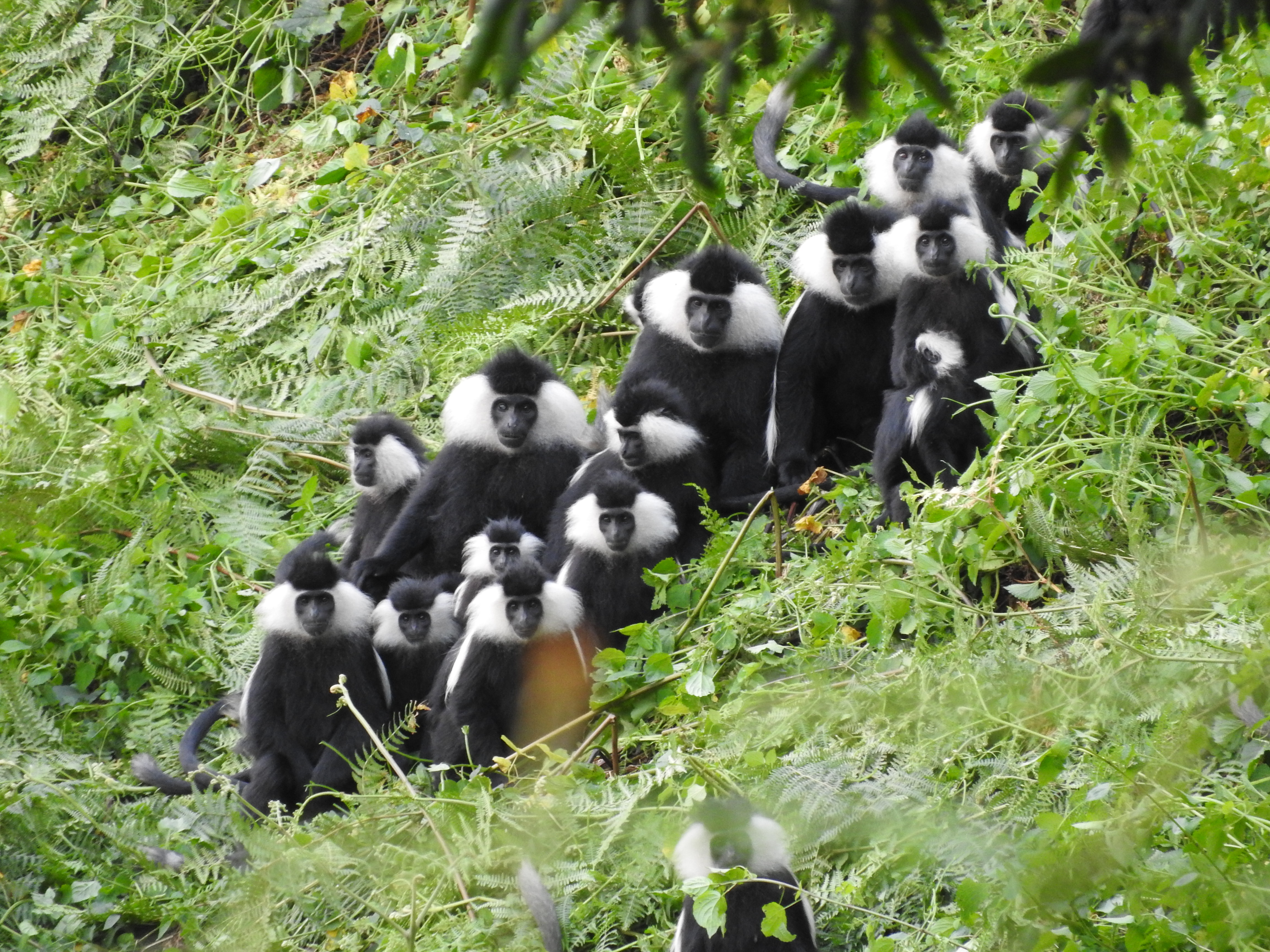
Чорно-білі колобуси (Simia polycomos)
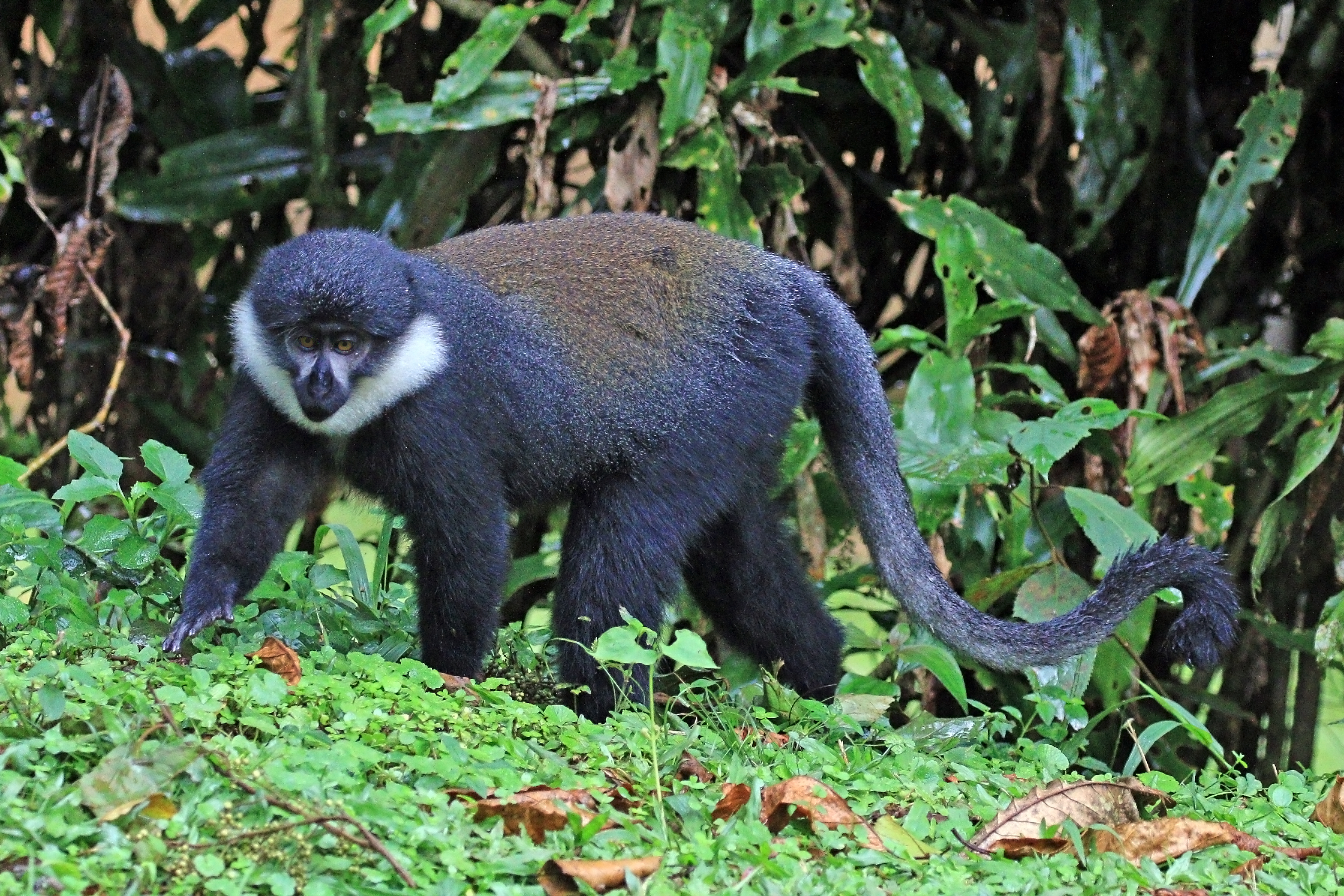
Мавпа Л'Хоста (Allochrocebus lhoesti)
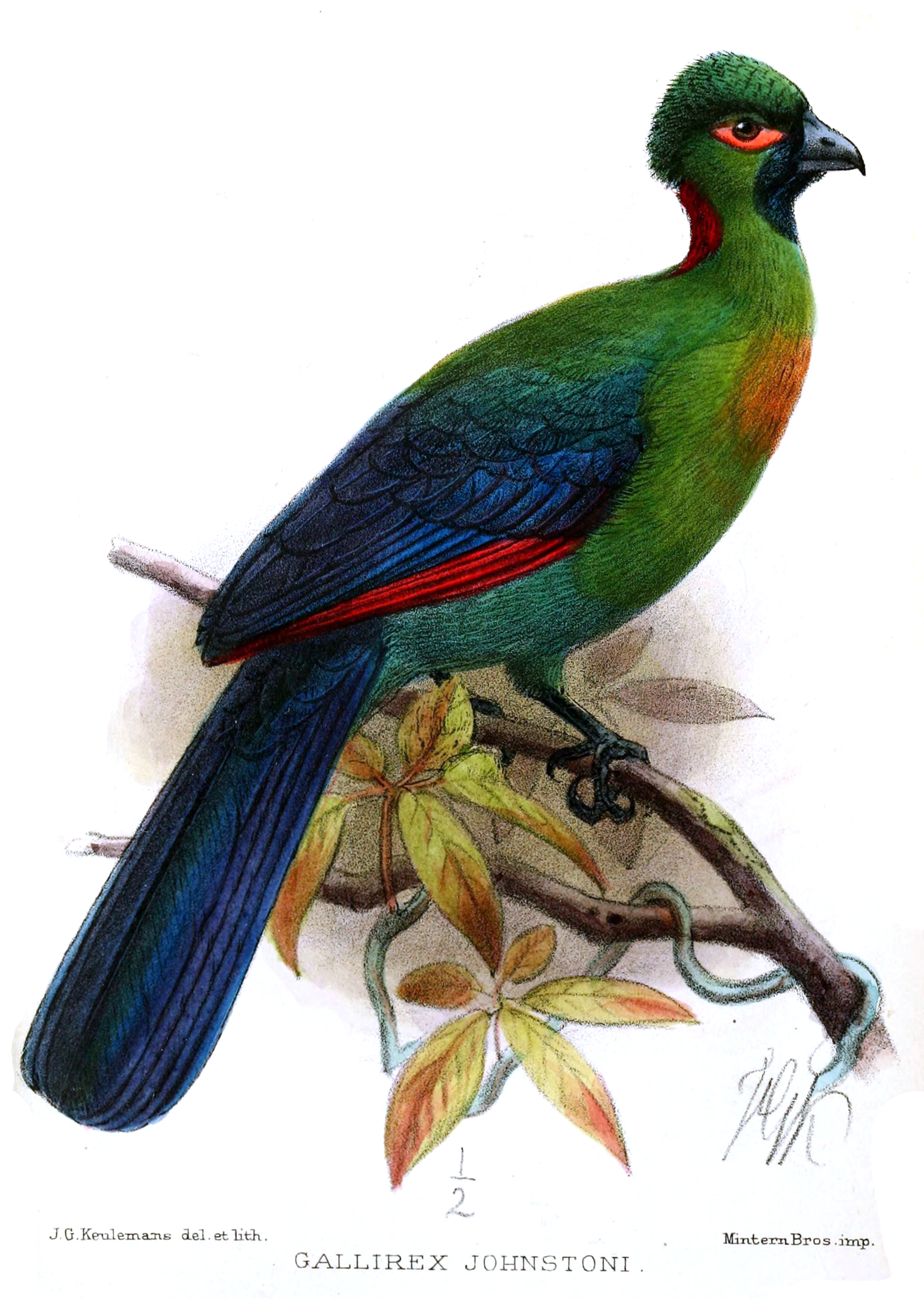
Турако гребінчастий (Gallirex johnstoni)

### Флора

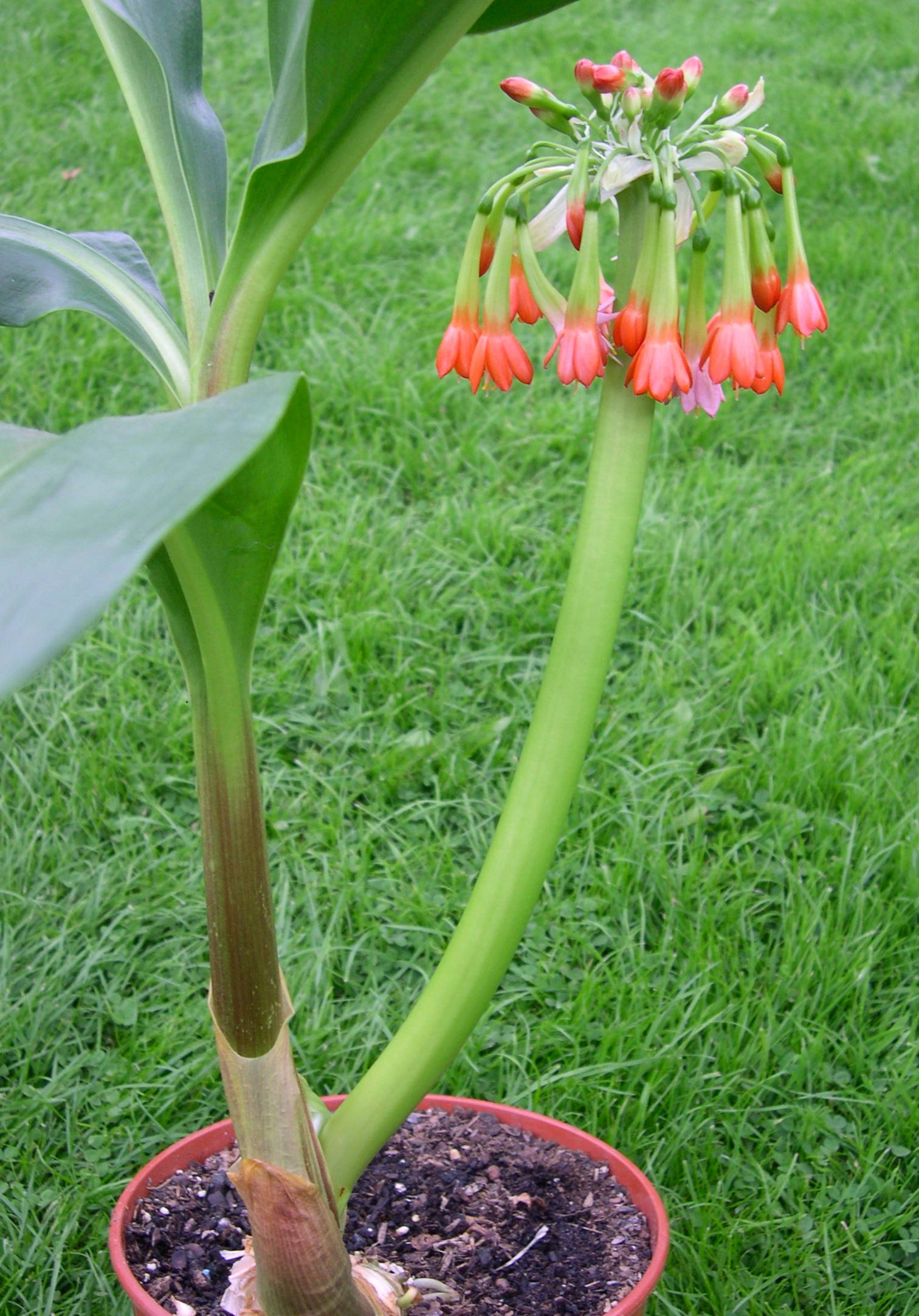
Scadoxus cyrtanthiflorus (культурна рослина)
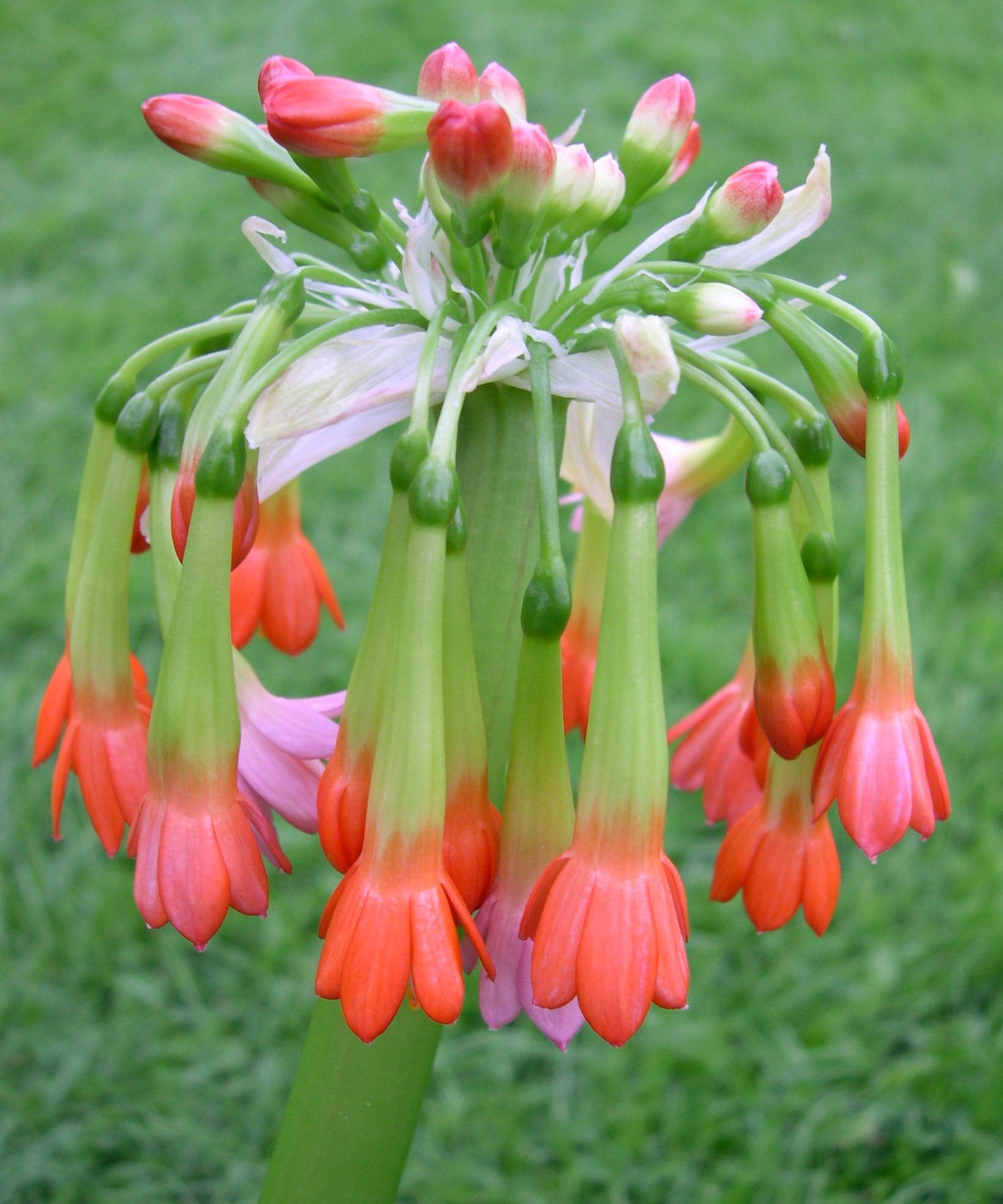
Деталь суцвіття Scadoxus cyrtanthiflorus (роду Scadoxus)
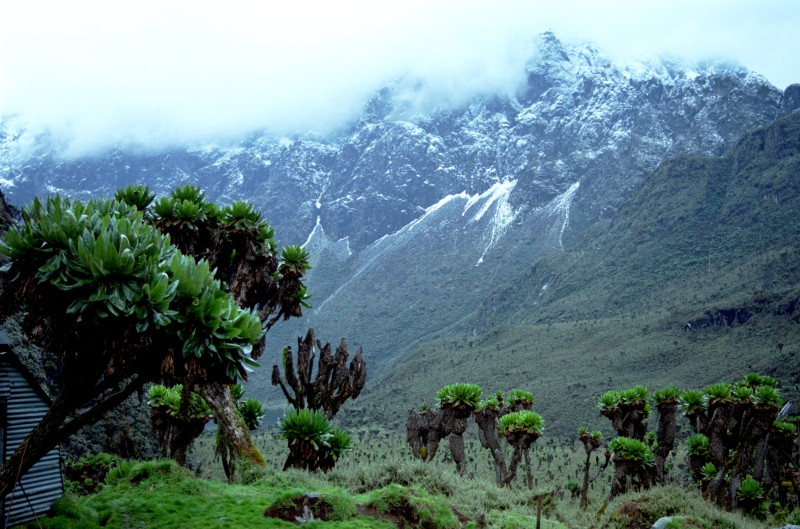
Dendrosenecio adnivalis (Айстрові)
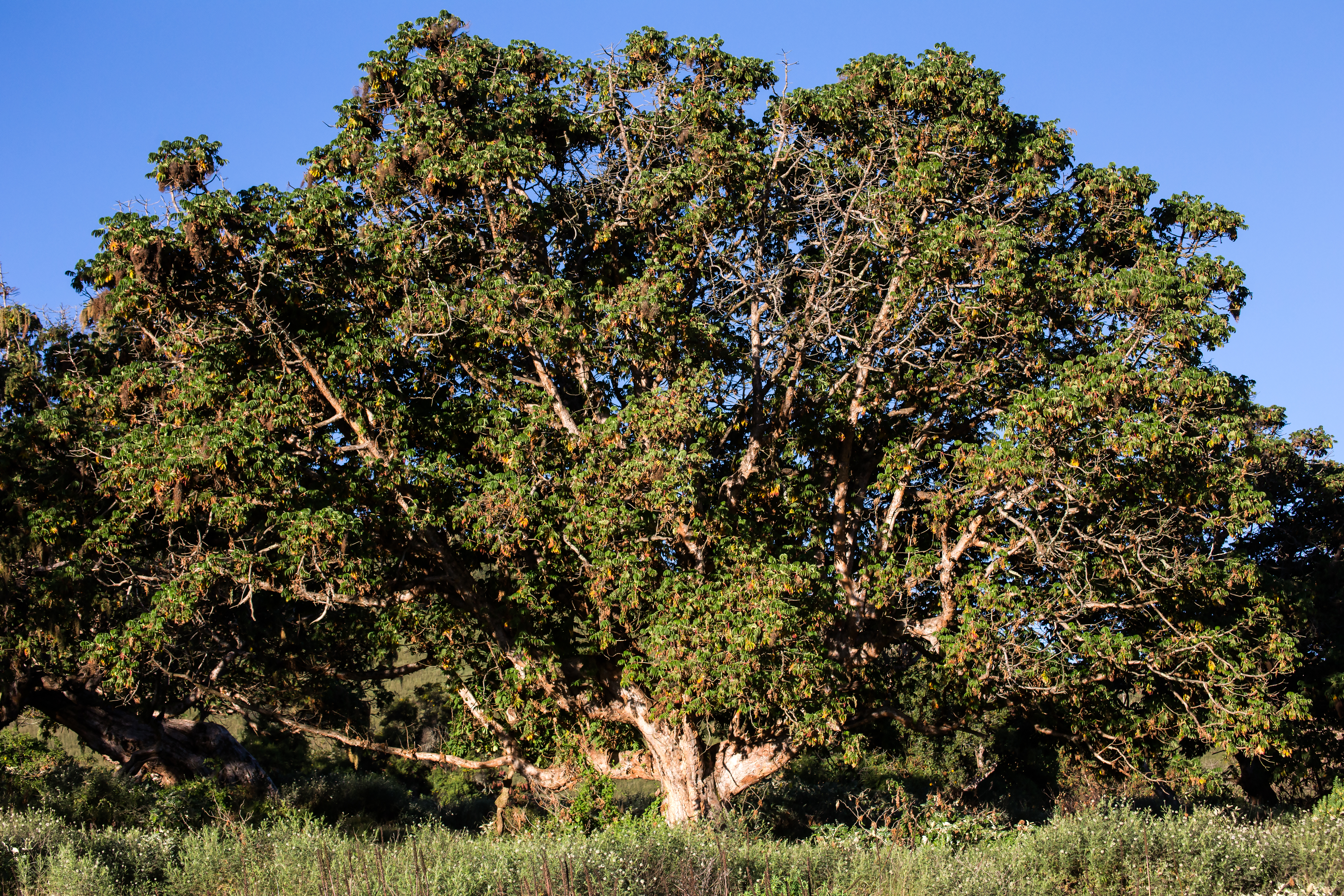
Hagenia abyssinica (дерево)
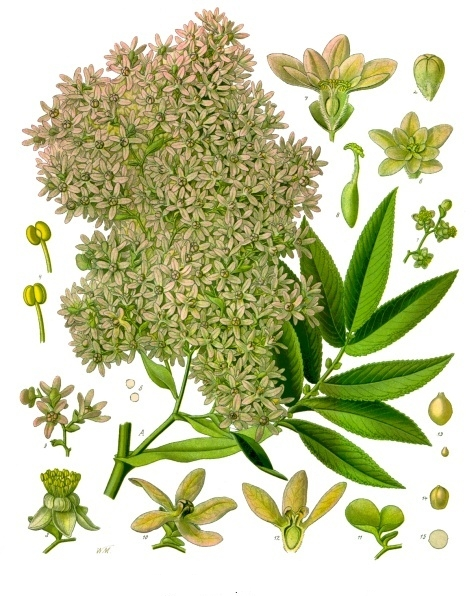
Hagenia abyssinica, анатомічна деталь (Трояндові)
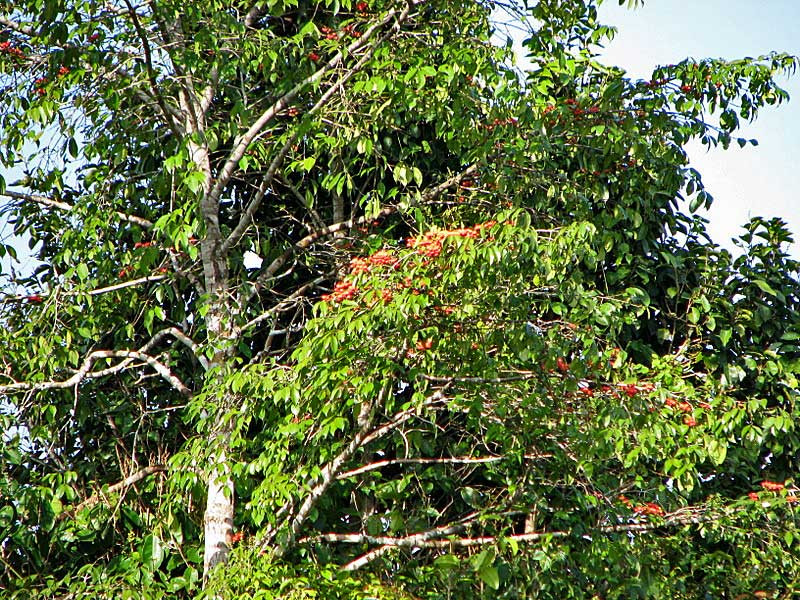
Symphonia globulifera (дерево)
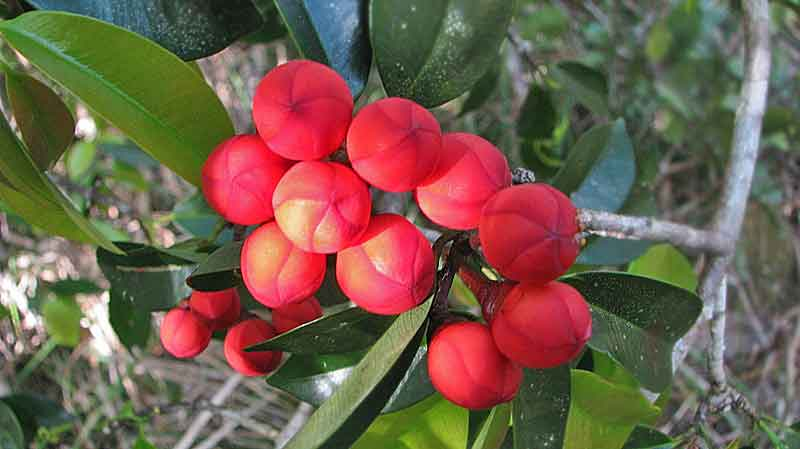
Symphonia globulifera деталь суцвіття (Клюзієві)
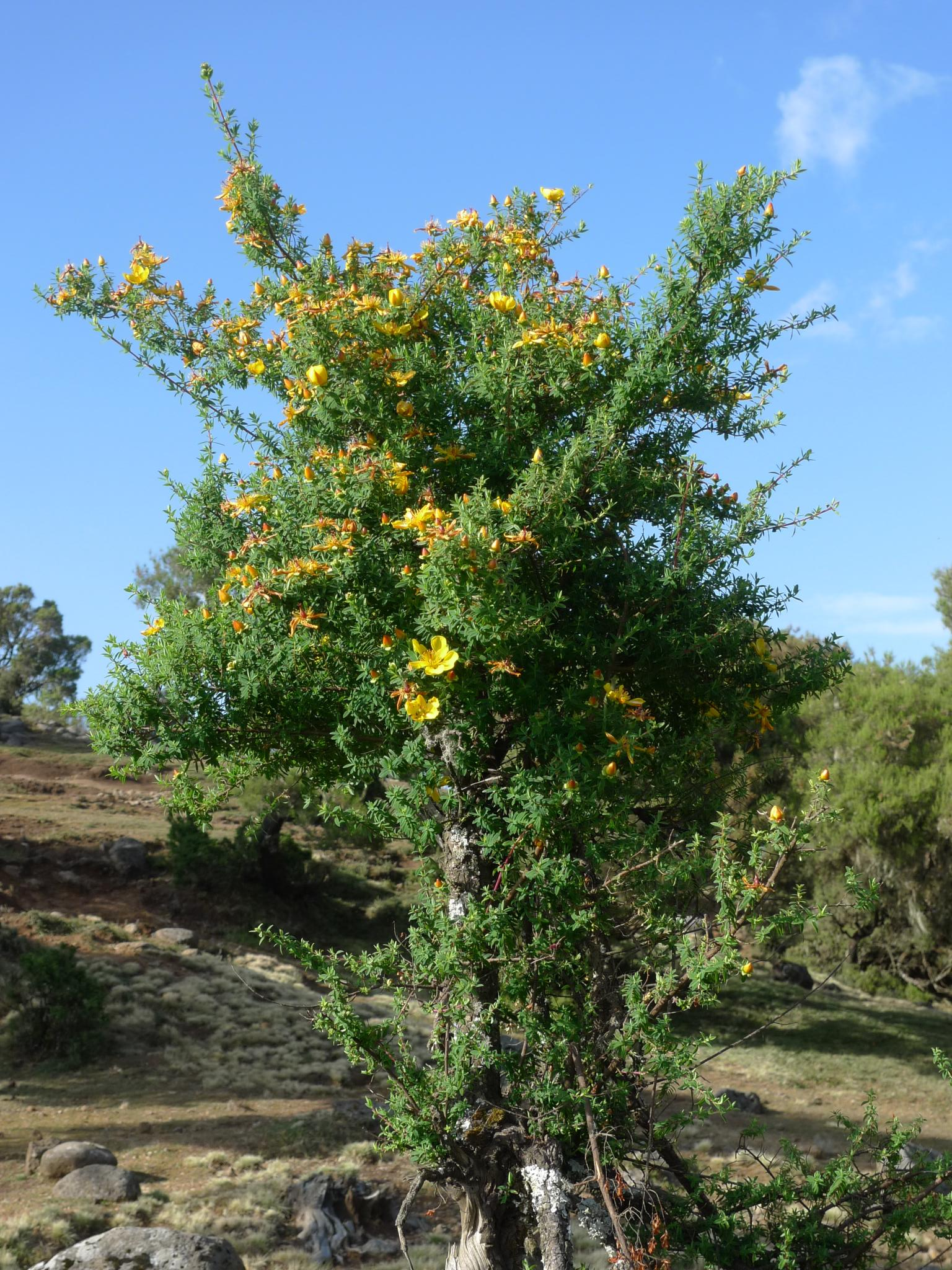
Hypericum revolutum в цвіту (Звіробоєві)
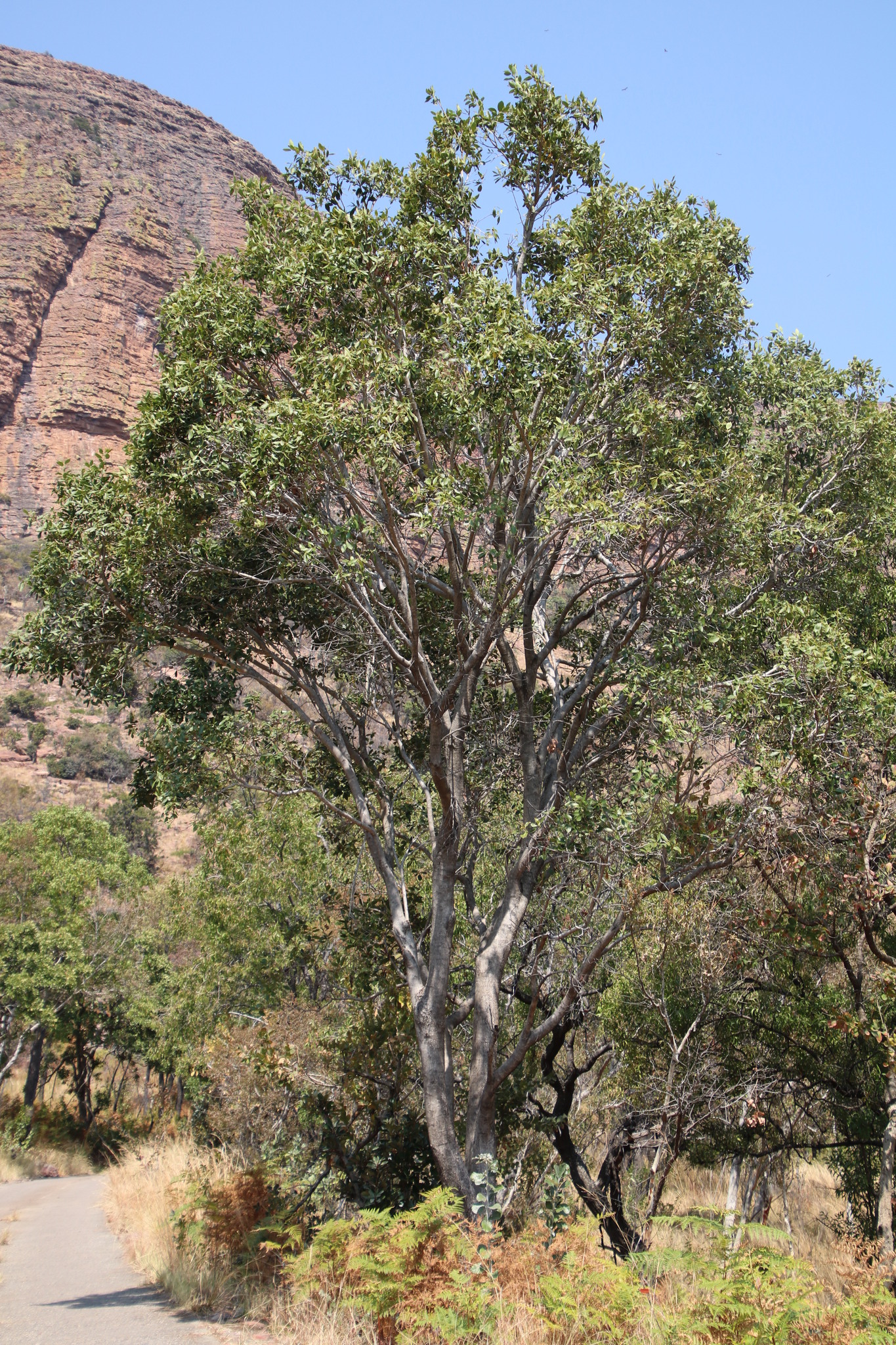
Syzygium guineense (дерево)
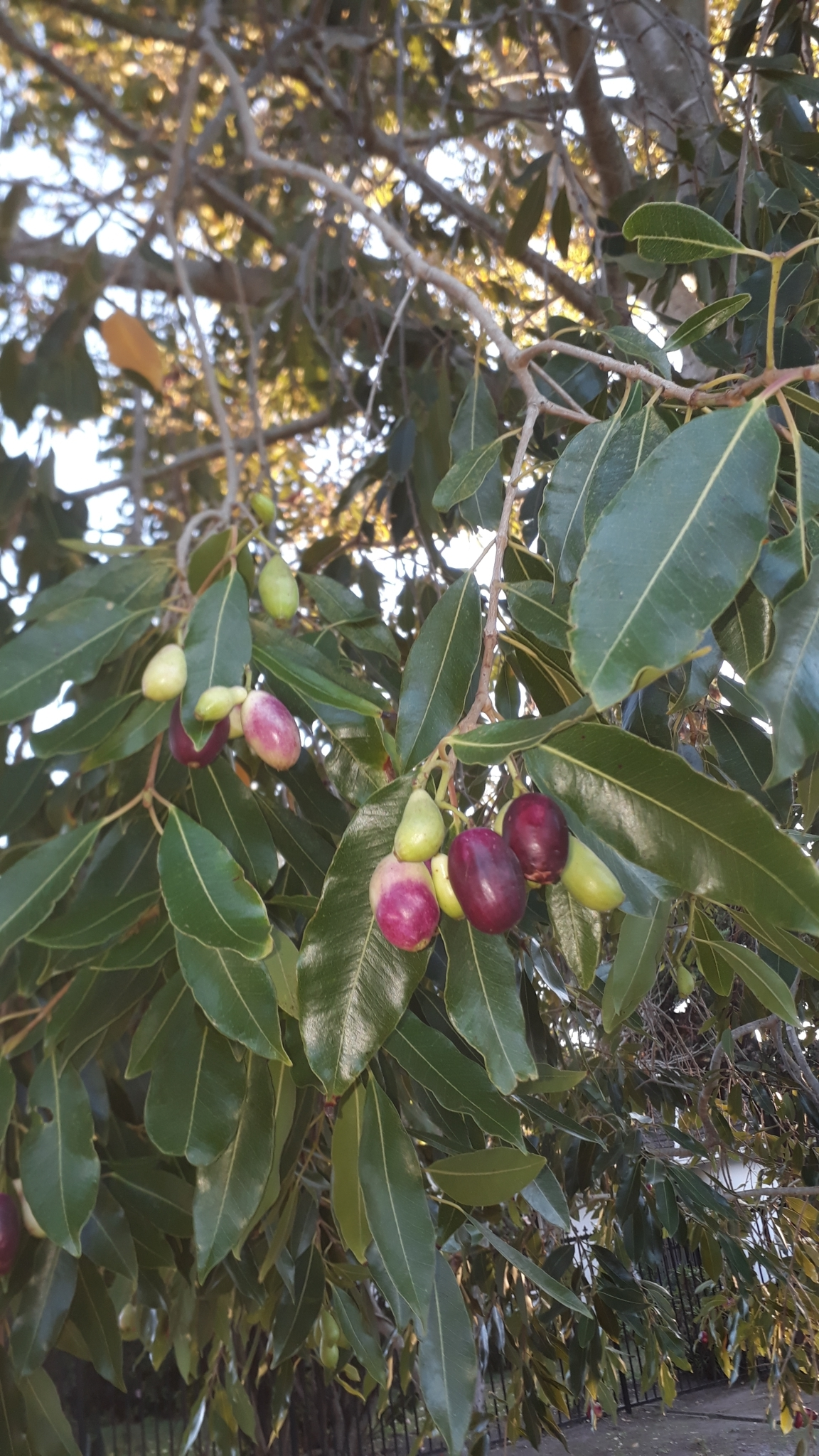
Плоди Syzygium guineense (Миртові)
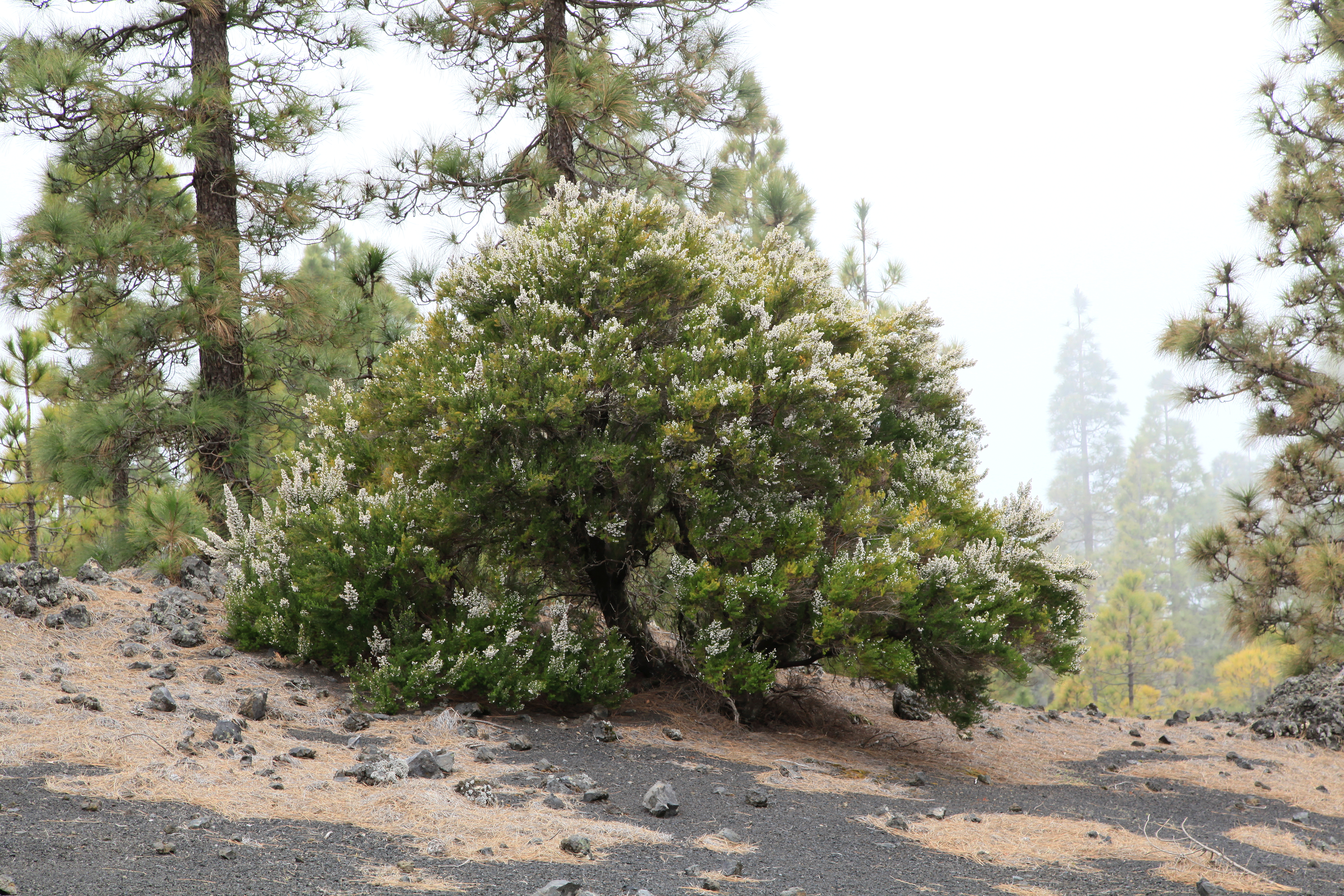
Еріка деревоподібна (Erica arborea) зрілий екземпляр
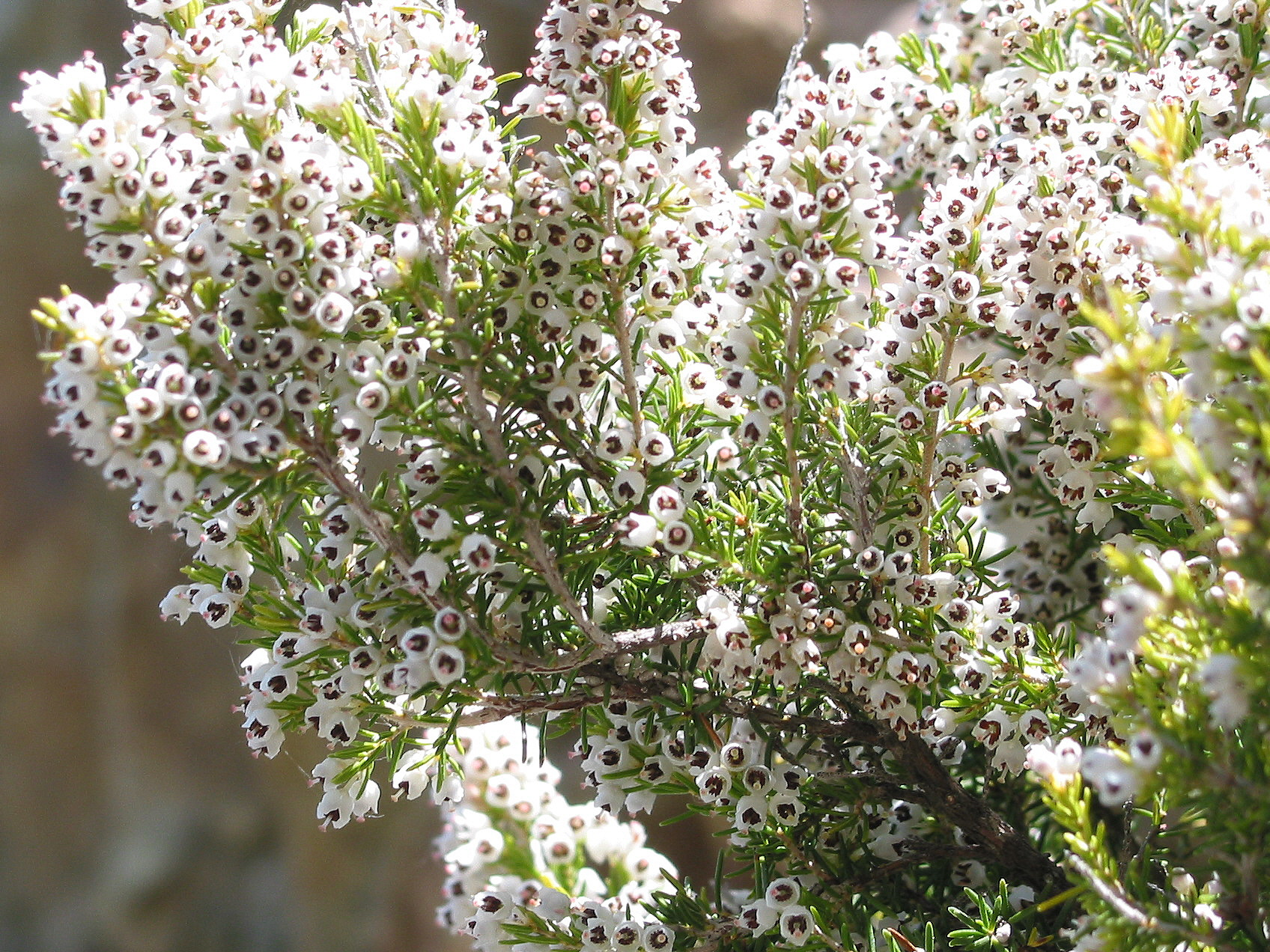
Еріка деревоподібна, деталь суцвіття (Вересові)
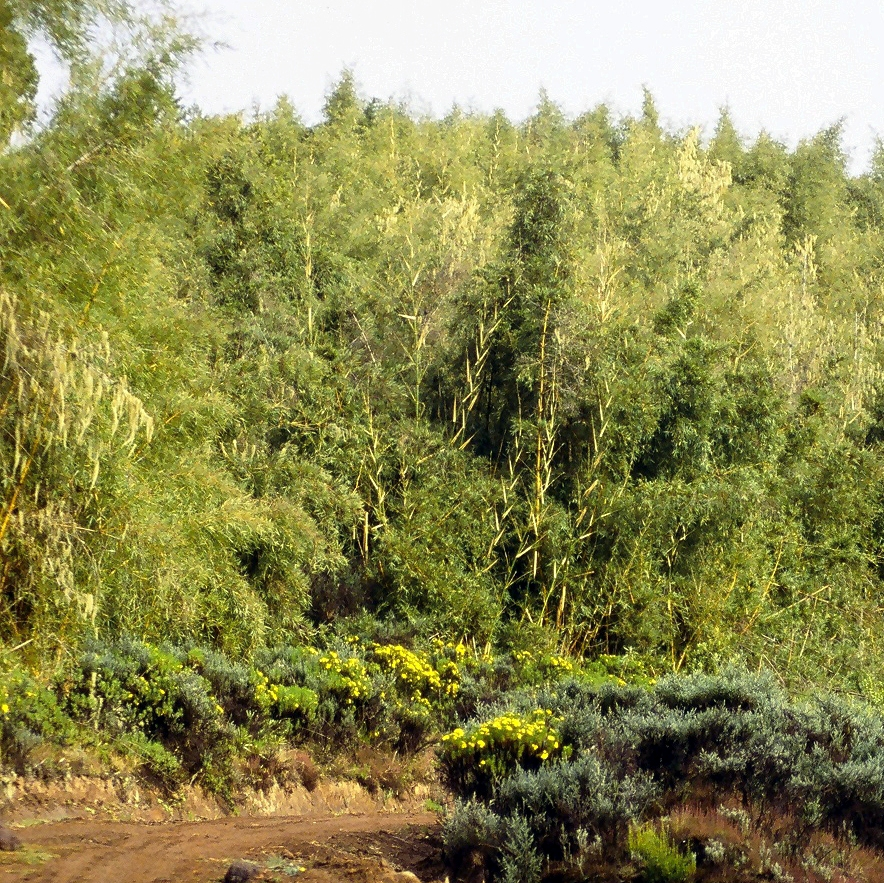
Гігантський вид африканського бамбука (Oldeania alpina, (Злакові)

## Нотатки
1. ↑  Незалежна або самостійна вершина — гірська вершина, яка не належать до масиву найближчої вищої гори, бо має відносну висоту більше від загально прийнятої, для самостійних вершин, величини у 500 метрів (1 600 фут).